# 米治奧雲斯道

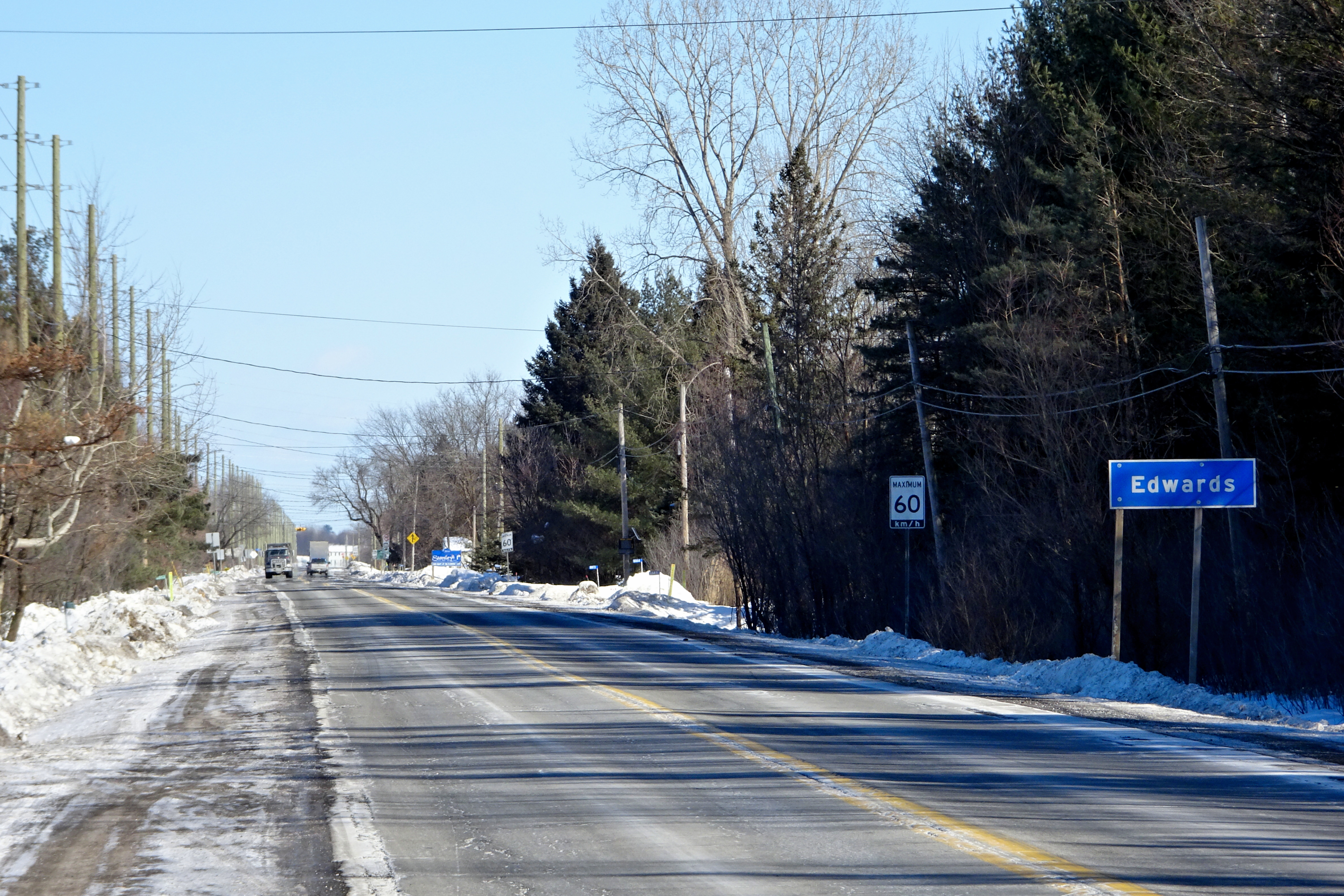
米治奧雲斯道一景

米治奧雲斯道（英語：Mitch Owens Road；渥太華8號市道）是加拿大安大略省渥太華的一條街道，以告羅士打（2001年併入渥太華）市長米治·奧雲斯命名。
該道路從馬諾提克延伸直至瓦爾斯的417號省道。車速限制通常為80每小時（50英里每小時），部分路段為50每小時（31英里每小時）。亞比安道夾米治奧雲斯道處有麥伊雲油站。